# Toukiden: The Age of Demons
Toukiden: The Age of Demons (討鬼伝?, Tōkiden, lett. "Storia dell'attacco degli oni") è un videogioco d'azione del 2013 per PlayStation Vita e PlayStation Portable, sviluppato da Omega Force e Team Ninja e pubblicato dalla Koei Tecmo Games. Il gioco è stato presentato durante l'E3 2013, e in seguito distribuito per i mercati nordamericani ed europei per PlayStation Vita.

## Sviluppo
Toukiden è stato annunciato per la prima volta durante la presentazione della Sony nel Tokyo Game Show del 2012. Il gioco è stato sviluppato grazie ad una collaborazione tra la Koei e la Sony Computer Entertainment, con la Omega Force e il Team Ninja come curatori della parte tecnica e l'illustratore giapponese Hidari come direttore artistico. La musica invece è composta da Hideki Sakamoto.
La Koei Tecmo ha dichiarato che la decisione di creare Toukiden per PlayStation Vita e Portable era una risposta ai nuovi capitoli di Monster Hunter per Nintendo 3DS sviluppati dalla Capcom, per soddisfare anche i giocatori possessori di console Sony.

## Ambientazione
Il gioco è ambientato in un mondo fantasy con elementi medievali giapponesi. Particolari guerrieri, conosciuti come mononofu (モノノフ?), sono specializzati nel combattimento contro gli oni, demoni che mettono a repentaglio la sopravvivenza sul pianeta. Il protagonista e i personaggi principali appartengono al villaggio Utakata, uno degli ultimi dedicato a proteggere il mondo dagli oni.

## Modalità di gioco
Toukiden: The Age of Demons è un gioco di caccia in terza persona in cui un gruppo di giocatori o personaggio non giocanti combattono insieme diversi mostri durante le missioni. Ogni giocatore è in grado di scegliere modificare la propria arma, armatura e abilità, mentre per apprendere abilità speciali bisogna collezionare anime (ミタマ?, mitama), disponibili nel corso delle missioni. Esistono diversi tipi di anime, che ricadono nella categorie offensive, difensive e di recupero.
Prima di distruggere un mostro, il giocatore può purificarlo, guadagnando in questo caso oggetti da esso, utili per migliorare le proprie armi e armature. Gli oni ricadono nelle categorie oni piccoli e oni grandi, questi ultimi corrispondenti ai boss delle missioni. I giocatori possono strutturare la connettività online per giocare missioni cooperative. Altre missioni sono invece disponibili tramite DLC.

## Altre versioni

### Toukiden: Kiwami
Una versione migliorata, intitolata Toukiden: Kiwami (討鬼伝 極?, Tōkiden: Kiwami, lett. "Storia dell'attacco degli oni: Estremo") è stata distribuita in Giappone il 28 agosto 2014 per PlayStation Vita e PlayStation Portable. Questa versione presenta un vasto numero di nuovi oni, due nuovi personaggi, nuove missioni nella modalità storia e nuove abilità per i personaggi. Sono stati aggiunti anche nuovi oggetti e armi, come armi da fuoco, naginata e kanabō.
Il titolo è stato distribuito per il mercato nordamericano ed europeo il 31 marzo 2015. Il 15 gennaio 2015 è stata annunciata anche la distribuzione del titolo per PlayStation 4, in esclusiva per il mercato occidentale.

## Altri media

### Manga
Un manga prequel del videogioco, intitolato Tōkiden: Woniuchi (討鬼伝 ヲニウチ?) è stato distribuito in Giappone nel Reader Store della Sony a partire dal 26 giugno 2013. L'autore del manga è Urasuke Ayane, e la storia è ambientato diversi anni prima le vicende di Tarō Diffendorfer. Sono programmati cinque capitoli, distribuiti mensilmente, mentre un capitolo 0 è stato pubblicato nella rivista Samurai Ace della Kadokawa Shoten, contenente anche un codice per una maschera DLC. Nell'edizione di Famitsū del settembre 2013, il produttore Ken'ichi Ogasawara ha dichiarato l'intenzione di espandere il franchise verso altri media, come anime e manga.

## Accoglienza
Famitsū ha dato a Toukiden un punteggio di 35/40. La versione migliorata, Toukiden: Kiwami, ha ricevuto un punteggio di 37/40.

### Vendite
La versione PlayStation Vita ha venduto 122,794 titoli nella prima settimana della distribuzione, ottenendo il secondo posto nella vendita di videogiochi fisici in Giappone, dietro Gundam Breaker per PlayStation 3. La stessa settimana ha inoltre visto un incremento nella vendita di PlayStation Vita, con 31,271 console vendute, contro le 13,422 vendute nella settimana precedente. La versione PlayStation Portable ha venduto 66,016 unità nella stessa settimana. Il titolo ha venduto oltre 300,000 unità entro giugno 2013. Toukiden si è posizionato sesto nelle vendite digitali del PlayStation Network giapponese del 2013, e il quarto per PlayStation Vita (dietro Dragon's Crown, God Eater 2 e Senran Kagura Shinovi Versus).
Nel novembre 2013, Toukiden vinse il PlayStation Award 2013 per titolo per PlayStation Vita più venduto in Giappone. Toukiden è stato il secondo gioco più comprato in formato digitale dal PlayStation Store statunitense nel febbraio 2014, mese in cui è stato distribuito in Occidente. Nel resoconto finanziario della Koei Tecmo per la chiusura dell'anno fiscale (fine marzo 2014) viene detto che Toukiden ha venduto 550,000 copie in tutto il mondo.